# Liste von Filmmusik-Komponistinnen
Diese Liste von Filmmusik-Komponistinnen enthält eine Auswahl von bekannten Filmkomponistinnen sowie eine Auswahl namhafter Werke.

## Liste

### A
- Wilma Alba Cal (* 1988), u. a. Villa rosa (2016)
- Fatima Al Qadiri (* 1981), u. a. Atlantique (2019, Nominierung Prix Lumière)
- Freya Arde (* 1988), u. a. Das geheime Leben der Bäume, 2 Minuten (2020)
- Maite Arroitajauregi (* 1977), u. a. Tanz der Unschuldigen (2020)
- Christine Aufderhaar (* 1972), u. a. Die Entdeckung der Currywurst (2008), Jargo (2004)

### B
- Lesley Barber (* 1968), u. a. Manchester by the Sea (2016)
- Elsa Barraine (1910–1999), u. a. L’amour d’une femme (1953)
- Bebe Barron (1925–2008), u. a. Alarm im Weltall (1956), gemeinsam mit Louis Barron
- Emily Bear (* 2001), u. a. Dog Gone (2023)
- Sonya Belousova (* 1990)
- Anna Berg (* 1992), u. a. Oslo Stories: Träume (2024)
- Stéphanie Blanchoud (o. A.)
- Carla Bley (1936–2023), u. a. Mortelle randonnée (1983)
- Kathryn Bostic (o. A.), u. a. Clemency (2019)
- Amanda Brown (* 1965), u. a. Milla Meets Moses (2019)
- Joanna Bruzdowicz (1943–2021), u. a. Vogelfrei (1985)

### C
- Aránzazu Calleja (* 1977), u. a. Tanz der Unschuldigen (2020, Auszeichnung Goya), gemeinsam mit Maite Arrotajauregi
- Anna Calvi (* 1980), u. a. einzelne Episoden von Peaky Blinders (2019, 2022), teilweise gemeinsam mit Nick Launay
- Salliana Seven Campbell (o. A.), u. a. The Drover’s Wife: The Legend of Molly Johnson (2021)
- Wendy Carlos (* 1939), u. a. Uhrwerk Orange (1971), Shining (1980), Tron (1982)
- Doreen Carwithen (1922–2003), u. a. Robin Hood, der rote Rächer (1954), On the Twelfth Day (1955)
- Vanessa Chartrand-Rodrigue (o. A.), u. a. A Body Like Mine (2023)
- Anne Chmelewsky (o. A.), u. a. Where Hands Touch (2018, Nominierung World Soundtrack Award in der Kategorie Discovery of the Year 2019)
- Dorit Chrysler (* 1966), u. a. M – Eine Stadt sucht einen Mörder (2019)
- Sherri Chung (o. A.)
- Suzanne Ciani (* 1946), u. a. Die unglaubliche Geschichte der Mrs. K. (1981)
- Dolores Claman (1927–2021), u. a. Captain Apache (1971)
- Lisa Coleman (* 1960), u. a. Dangerous Minds – Wilde Gedanken (1995), Touch (2012–2013), beide gemeinsam mit Wendy Melvoin (Wendy and Lisa)
- Steph Copeland (o. A.)
- Miriam Cutler (o. A.)

### D
- Chanda Dancy (* 1978), u. a. Schatten der Mörder – Shadowplay (2020), gemeinsam mit Nathaniel Méchaly
- Andrea Datzman (* 1980), u. a. Alles steht Kopf 2 (2024)
- Anne-Kathrin Dern (* 1987), u. a. De Familie Claus (2020)
- Nainita Desai (o. A.), u. a. The Deepest Breath (2023, Nominierung: Hollywood Music In Media Awards, Original Score: Documentary)
- Jessica de Rooij (* 1981)
- Susan DiBona (* 1974)
- Florencia Di Concilio (* 1979)
- Natalia Dittrich (* 1973)
- Anne Dudley (* 1956), u. a. American History X (1998), Ganz oder gar nicht (1997, Oscar)
- Dascha Dauenhauer (* 1989), u. a. Berlin Alexanderplatz (2020, Auszeichnung Deutscher Filmpreis, Europäischer Filmpreis)
- Delia Derbyshire (1937–2001)
- Saraswati Devi (1912–1980), u. a. Achnut Kanya (1936), Naya Sansar (1941)
- Violeta Dinescu (* 1953)
- Amie Doherty (o. A.)
- Elizabeth Drake (o. A.)
- Anna Drubich (* 1984)
- Kristin Øhrn Dyrud (o. A.), u. a. Coherence (2013)

### E
- Stephanie Economou (o. A.), u. a. Ruby Gillman, Teenage Kraken (2023, Nominierung: Hollywood Music In Media Awards, Original Score: Animated Film)
- Martina Eisenreich (* 1981)
- Sophia Ersson (* 1980), u. a. Pojkarna (2015, Nominierung Schwedischer Filmpreis)

### F
- Sharon Farber (o. A.), u. a. Brainwashed – Sexismus im Kino (2022)
- Annette Focks (* 1964), u. a. Ein fliehendes Pferd (2008, Nominierung Deutscher Filmpreis), Wunderschön (2022, Auszeichnung Deutscher Filmpreis)
- Germaine Franco (o. A.), u. a. Dora und die goldene Stadt (2019), gemeinsam mit John Debney, Encanto (2021, u. a. Oscar-Nominierung)

### G
- Eva Gancedo (* 1958), u. a. La buena estrella (1997)
- Vanessa Garde (o. A.), u. a. Rosas Hochzeit (2020)
- Lisa Gerrard (* 1961), u. a. Insider (1999), Whale Rider (2002)
- Beth Gibbons (* 1965), u. a. L’annulaire (2005)
- Ida Gotkovsky (* 1933), u. a. L’affaire Miller (1977)
- Konstantia Gourzi (* 1962), u. a. Warchild (2005)
- María Grever (1885–1951), u. a. Modern Tokyo (1935), Floral Japan (1937)
- Sofia Gubaidulina (1931–2025), u. a. Das Dschungelbuch – Die Abenteuer des Mowgli (1967–1971)
- Hildur Guðnadóttir (* 1982), u. a. Joker (2019, Oscar und Golden Globe Award), Die Aussprache (2022, Golden Globe Nominierung), A Haunting in Venice (2023, Auszeichnung: Hollywood Music In Media Awards, Original Score: Horror/Thriller Film)

### H
- Ulrike Haage (* 1957), u. a. Landstück (2016), Rebellinnen (2022)
- Pauline Hall (1890–1969), u. a. Om kjærligheten synger de (1946), Kranes konditori (1951)
- Caroline Ho (o. A.)
- Lisa Holmqvist (* 1977), u. a. Flocken (2015, Schwedischer Filmpreis)
- Natalie Holt (o. A.), u. a. Obi-Wan Kenobi (2022), gemeinsam mit John Williams und William Ross
- Julia Holter (* 1984), u. a. Niemals Selten Manchmal Immer (2020), Pure (2019)
- Hsu, Wei-San (o. A.)
- Hannah von Hübbenet (* 1981), u. a. Charité (2019), Schwarzer Adler (2021)

### I
- Eiko Ishibashi (* 1974), u. a. Drive My Car (2021, Auszeichnung: Asian Film Award 2023), Evil Does Not Exist (2023, Auszeichnung: Asian Film Award 2024)

### J
- Eva Jantschitsch (* 1978), u. a. Grenzgänger (2012, Österreichischer Filmpreis), Maikäfer flieg (2016)
- Sona Jobarteh (* 1983), u. a. Motherland (2010)
- Catherine Joy (o. A.)
- Jessica Jones (o. A.), u. a. Der Tinder-Schwindler (2022, Nominierung Hollywood Music In Media Awards)

### K
- Yoko Kanno (* 1964), u. a. Cowboy Bebop (1998), Escaflowne – The Movie (2000), Wolf’s Rain (2003),
- Yuki Kajiura (* 1965), u. a. .hack//Sign (2002), Fate/Zero (2011)
- Eleni Karaindrou (* 1941), u. a. Der Bienenzüchter (1986), War Photographer (2002); World Soundtrack Award 2021: Auszeichnung mit dem Lifetime Achievement Award
- Ana Kasrashvili (o. A.)
- Laura Karpman (* 1959), u. a. Carrie (2002), Masters of Science Fiction (2007, Emmy-Nominierung), Ms. Marvel (2022), The Marvels (2023, Auszeichnung: Hollywood Music In Media Awards, Original Score: Sci-Fi/Fantasy Film)
- Julia Kent (o. A.), u. a. The Boxing Girls of Kabul (2012), Stories from the Sea (2021, Nominierung Österreichischer Filmpreis)
- Usha Khanna (o. A.)
- Sneha Khanwalkar (* 1983)
- Eva Klampfer (* 1984), u. a. Eismayer (2022, Nominierung Österreichischer Filmpreis)
- Vivian Kubrick (* 1960), u. a. Full Metal Jacket (1987)
- Anna Kühlein (* 1990)

### L
- Anna Lauvergnac (* um 1966)
- Emilie Levienaise-Farrouch (o. A.), u. a. Living – Einmal wirklich leben (2022, Nominierung Hollywood Music In Media Awards 2022)
- Marta Linz (1898–1982), u. a. Verklungene Melodie (1938)
- Deborah Lurie (* 1974), Imaginary Heroes (2004), Footloose (2011), Safe Haven – Wie ein Licht in der Nacht (2013)
- Elisabeth Lutyens (1906–1983), u. a. They Planted a Stone (1953), Haus des Grauens (1963), Der Schädel des Marquis de Sade (1965)
- Clara Luzia (* 1978), u. a. Waren einmal Revoluzzer (2019, Nominierung Österreichischer Filmpreis)

### M
- Giovanna Marini (1937–2024)
- Rita Marcotulli (* 1959)
- Verena Marisa (* 1984)
- Heather McIntosh (o. A.)
- Nami Melumad (* 1988), u. a. Colette (2020), Star Trek: Prodigy (2021)
- Wendy Melvoin (* 1964), u. a. Dangerous Minds – Wilde Gedanken (1995), Touch (2012–2013), beide gemeinsam mit Lisa Coleman (Wendy and Lisa)
- Anna Meredith (* 1978), u. a. Eighth Grade (2018)
- Meredith Monk (* 1942)
- Zeltia Montes (* 1979)
- Angela Morley (1924–2009), u. a. Der kleine Prinz (1974, Oscar), gemeinsam mit Frederick Loewe, Douglas Gamley und Alan Jay Lerner
- Hélène Muddiman (* 1960er)
- Anne Müller (o. A.), u. a. Martyrs Lane (2021)
- Jennie Muskett (* 1955)

### N
- Olga Neuwirth (* 1968), u. a. Ich seh Ich seh (2014)
- Allyson Newman (o. A.)
- Maria Newman (* 1962)
- Anne Nikitin (o. A.), u. a. Calibre – Weidmannsunheil (2018), I.S.S. (2023), The Dropout (2022)
- Eimear Noone (o. A.)

### O
- Taeko Ônuki (* 1953)
- Michiru Ōshima (* 1961), u. a. Bizan (2007, Japanese Academy Award, Beste Musik 2008)
- Daphne Oram (1925–2003)
- Nora Orlandi (1933–2025)

### P
- Alexandra Pachmutowa (* 1929)
- Hannah Parrott (o. A.)
- Hannah Peel (* 1985)
- Tina Pepper (* 1979)
- Sílvia Pérez Cruz (* 1983), u. a. Josep (2020, Prix Lumière)
- Jocelyn Pook (* 1960)
- Rachel Portman (* 1960)
- Sally Potter (* 1949), u. a. Orlando (1992), gemeinsam mit David Motion, Wege des Lebens – The Roads Not Taken (2020)

### R
- Hania Rani (* 1990)
- Evanthia Reboutsika (* 1958)
- Remedios (Reimy Horikawa, * 1965), u. a. Love Letter (1995, Nominierung: Japenese Academy Award, Beste Musik 1996)
- Diana Ringo (* 1992), u. a. Million Loves in Me (2018, Los Angeles Film Awards 2020)
- Lolita Ritmanis (* 1962)
- Mary Rodgers (1931–2014)
- Lucia Ronchetti (* 1963)
- Ann Ronell (1905–1993)
- Laura Rossi (o. A.)
- Julie Roué (o. A.)

### S
- Ana Satrova (* 1935)
- Sarah Schachner (* 1988), u. a. Prey (2022)
- Lisbeth Scott (* 1968), u. a. All my Life – Liebe, als gäbe es kein Morgen (2020)
- Semfira (* 1976)
- Shida Shahabi (* 1989), u. a. Falcon Lake (2022)
- Yôko Shimomura (* 1967), u. a. Best Student Council (2005)
- Larisa Simakovich (* 1957)
- Carly Simon (* 1945), u. a. Sodbrennen (1986), Grüße aus Hollywood (1990)
- Soap&Skin (Anja Franziska Plaschg), u. a. Sicilian Ghost Story (2017), Des Teufels Bad (2024, Österreichischer Filmpreis)
- Mirjam Skal (* 1996), u. a. Emma lügt (2022)
- Laurie Spiegel (* 1945), u. a. Emma (1975), Electric Town (2014)
- Herdís Stefánsdóttir (o. A.), u. a. Y: The Last Man (2021), Knock at the Cabin (2023, Nominierung: Hollywood Music In Media Awards, Original Score: Horror/Thriller Film)
- Meike Katrin Stein (* 1991), u. a. Robin Bank (2022)
- Therese Strasser (o. A.), u. a. Schneeweißchen und Rosenrot (2018), Aus dem Leben (2024)
- Peggy Stuart Coolidge (1913–1981), The Silken Affair (1956)

### T
- Germaine Tailleferre (1892–1983), u. a. Ces dames aux chapeaux verts (1937)
- Tamar-kali (o. A.), u. a. Mudbound (2017, Nominierung Hollywood Music in Media Awards 2017, World Soundtrack Award in der Kategorie Discovery of the Year 2018)
- Erna Tauro (1916–1993), u. a. Mumindalen (1973)
- Li Tavor (* 1983), u. a. Unruh (2022)
- Dara Taylor (* 1987)
- Katia Tchemberdji (* 1960)
- Iris ter Schiphorst (* 1956)
- Jeanine Tesori (* 1961), u. a. Das Lächeln der Sterne (2008), Every Day (2010)
- Raphaelle Thibaut (o. A.), u. a. Secrets of the Whales (2021)
- Béatrice Thiriet (* 1960), u. a. Lady Chatterley (2006)
- Nobuko Toda (* 1972)
- Pınar Toprak (* 1980), u. a. Captain Marvel (2019)

### U
- Galina Ustvolskaya (1919–2006), u. a. Devochka i krokodil (1956)

### V
- Judit Varga (* 1979), u. a. Deine Schönheit ist nichts wert (2012, Österreichischer Filmpreis)
- Anne-Sophie Versnaeyen (o. A.), u. a. Die schönste Zeit unseres Lebens (2019)

### W
- Iris Wagner (1942–2014)
- Shirley Walker (1945–2006), u. a. Ghoulies (1985), Turbulence (1997), Final Destination (2000)
- Isobel Waller-Bridge (* 1984)
- Amelia Warner (* 1982)
- Vera Marie Weber (o. A.), u. a. Ein ganzes Leben (2023)
- Jessica Rose Weiss (o. A.), u. a. Lass mich nicht gehen (2022, Nominierung Hollywood Music In Media Awards 2022)
- Grace Williams (1906–1977)
- Nancy Wilson (* 1954)
- Debbie Wiseman (* 1963), u. a. Tom & Viv (1994), Lesbian Vampire Killers (2009)

### Z
- Iva Zabkar (o. A.)

## Chronologie (Auswahl)

### 1935
- Die mexikanische Komponistin María Grever komponiert zwischen 1935 und 1937 die Musik für vier Kurzfilme der US-amerikanischen Dokumentarfilmreihe Fitzpatrick’s Traveltalks.[1]
- Die indische Komponistin Saraswati Devi schreibt ihre erste Filmmusik für Jawani Ki Hawa (Leichtsinn der Jugend) des deutschen Regisseurs Franz Osten.[2]

### 1937
- Germaine Tailleferre: Ces dames aux chapeaux verts. Tailleferre gilt als eine der ersten Komponistinnen von Filmmusik.[3] Ces dames aux chapeaux verts war ihre erste Filmmusik für einen abendfüllenden Spielfilm.[4]

### 1938
- Marta Linz: Verklungene Melodie. Claudia Riedel nennt in ihrer Arbeit Komponierende Frauen im Dritten Reich Marta Linz als „erste Filmmusikkomponistin“.[5]

### 1945
- Ann Ronell und Louis Applebaum: The Story of G.I. Joe (Schlachtgewitter am Monte Cassino). Ann Ronell war die erste Komponistin, die (gemeinsam mit Louis Applebaum) eine Oscar-Nominierung erhalten hat. Ronell war für den Großteil der Musik verantwortlich.[6]

### 1949
- Grace Williams: Blue Scar. Blue Scar wird meist als die erste Filmmusik zu einem abendfüllenden Spielfilm von einer britischen Komponistin angesehen.[7][8] Ein Jahr zuvor erschien der Film Penny and the Pownall Case mit einer Filmmusik von Elisabeth Lutyens.[9] Der Film hat jedoch nur eine Länge von rund 47 Minuten.[10] 1949 erschien der Film Boys in Brown mit einer Filmmusik von Doreen Carwithen.[11] Die Boys in Brown Suite wurde 2010 erstmals auf CD eingespielt.[12]

### 1954
- Nora Orlandi: Non vogliamo morire. Orlandi gilt als erste Komponistin von Filmmusik im italienischen Kino.[13] Non vogliamo morire war ihre erste Filmarbeit.[14]

### 1956
- Bebe Barron und Louis Barron: Forbidden Planet (Alarm im Weltall) Forbidden Planet war die erste Filmmusik elektronischer Musik. Nominiert für einen Oscar.[15] 1977 erschien der Soundtrack als Album auf LP.[16] Der Soundtrack war auf der Nominierungsliste der 250 besten Filmmusiken im amerikanischen Kino, 2005 herausgegeben vom American Film Institute (AFI).[17]

### 1973
- Iris Wagner: Harlis – Eine larmoyante Komödie. Wagner erhielt als erste Komponistin den Deutschen Filmpreis. 2020 erhielt Dascha Dauenhauer für Berlin Alexanderplatz als zweite Frau einen Deutschen Filmpreis in der Kategorie Filmmusik.

### 1978
- Angela Morley: Watership Down (Unten am Fluss). Der Soundtrack von Angela Morley ist eine der frühesten Filmmusik-Einspielungen einer Komponistin, die als separates Album veröffentlicht wurden.

### 1981
- Suzanne Ciani: The Incredible Shrinking Woman. The Incredible Shrinking Woman war der erste Soundtrack einer Komponistin für einen Hollywood-Film.[18]

### 1992
- Shirley Walker: Memoirs of an Invisible Man (Jagd auf einen Unsichtbaren). Die erste orchestrale Filmmusik einer Komponistin für einen Hollywood-Film.[19]

### 1996
- Rachel Portman: Emma. Mit Emma gewann Rachel Portman als erste Komponistin einen Oscar für die beste Filmmusik.[20] Sie war mit diesem Soundtrack auch die erste Komponistin, die als Einzelkünstlerin für einen Oscar nominiert wurde.

### 1997
- Anne Dudley: The Full Monty (Ganz oder gar nicht). Dudley gewann einen Oscar in der Kategorie Beste Filmmusik (Komödie).

### 1998
- Eva Gancedo: La buena estrella. Gancedo ist die erste Preisträgerin eines Goya in der Kategorie Filmmusik.[21]
- Taeko Ônuki gewinnt für ihre Filmmusik zu dem Film Tokyo biyori als erste Komponisten einen Japanese Academy Award in der Kategorie Beste Musik.

### 1999
- Jocelyn Pook: Eyes Wide Shut. Der Soundtrack zu Eyes Wide Shut ist die erste Filmmusik einer Komponistin, die für einen Golden Globe nominiert wurde.
- Rachel Portman: Gottes Werk und Teufels Beitrag (The Cider House Rules). Der Soundtrack war auf der Nominierungsliste der 250 besten Filmmusiken im amerikanischen Kino, 2005 herausgegeben vom American Film Institute (AFI).[17]

### 2000
- Rachel Portman: Chocolat. Der Soundtrack war auf der Nominierungsliste der 250 besten Filmmusiken im amerikanischen Kino, 2005 herausgegeben vom American Film Institute (AFI).[17]
- Michiru Oshima: Godzilla vs. Megaguirus. Oshima ist die erste – und bis dato einzige – Komponistin eines Godzilla-Filmes. Sie schrieb die Musik für zwei weitere Filme des Franchises.

### 2019
- Hildur Guðnadóttir: Joker. Hildur Guðnadóttir ist nach Rachel Portman und Anne Dudley die dritte Komponistin, die einen Oscar für die beste Filmmusik erhalten hat. Sie gewann mit ihrer Filmmusik auch als erste Einzelkünstlerin einen Golden Globe in der Kategorie Beste Filmmusik und einen World Soundtrack Award in der Kategorie Film Composer of the Year.
- Pınar Toprak: Captain Marvel. Toprak ist die erste Komponistin für einen Film der Marvel-Reihe. Es ist der kommerziell bis dato erfolgreichste Film, für den eine Komponistin einen Soundtrack beigesteuert hat.[22]

### 2020
- Anna Drubich: Odessa. 2020 gewann Drubich als erste Komponistin einen Nika für die beste Musik. Der Nika ist der wichtigste russische Filmpreis. Da die Gala im Jahr 2020 abgesagt worden war, wurden die Preise für 2020 und 2021 zeitgleich vergeben. Drubich bekam für die Musik zum Film Hypnosis den Nika 2021.

### 2021
- Germaine Franco: Encanto. Encanto ist die erste Filmmusik (Score) einer Komponistin für einen animierten Disney-Film.[23]
- Michiru Oshimas Musik für The Twins, die dritte Folge der Serie Star Wars: Visions, ist der erste Soundtrack einer Solo-Komponistin für das Star Wars Franchise.
- Nami Melumads Musik für die Serie Star Trek: Prodigy ist der erste Beitrag einer Komponistin für das Star Trek Franchise.[24]

### 2023
- Eiko Ishibaschi erhält als erste Komponistin einen Asian Film Award für ihre Musik zum Film Drive My Car (2021). Im folgenden Jahr wird sie für die Musik zu Evil Does Not Exist erneut ausgezeichnet.

### 2024
- Nach Anne Dudley, Rachel Portman, Hildur Guðnadóttir und Germaine Franco ist Laura Karpman die fünfte Komponistin, die als Solo-Künstlerin (für ihren Soundtrack zu Amerikanische Fiktion) für einen Oscar nominiert wurde
- Andrea Datzman ist mit ihrer Filmmusik zu Alles steht Kopf 2 die erste Solo-Komponistin für einen Pixar-Animationsfilm